# Топорок (Тверская область)
Топорок  — деревня в Кимрском районе Тверской области. Входит в состав Фёдоровского сельского поселения.
Находится в юго-восточной части Тверской области на расстоянии приблизительно 7 км на юго-запад по прямой от районного центра города Кимры на левом берегу Волги.
Известна с 1628 года как владение Старицкого Успенского монастыря с 4 дворами. В 1678 здесь было уже 6 дворов, в 1806 — 31. В 1859 году здесь (Топорово Корчевского уезда Тверской губернии) был учтен 21 двор, в 1887 году — 28.
Численность населения: 192 человека (1806 год)), 138 (1859 год), 146 (1887), 5 (русские 100 %) в 2002 году, 5 в 2010.

## Памятник археологии
В первые годы XX века Юлия Гендуне на собственные средства раскопала в Топорке городище дьяковской культуры. Из записок Твардовского:
Чудное поистине место — обрывистый мысок над водой, откуда видно так широко и много, что день бы деньской сидел таки и глядел бы. Тот самый Топорок, с которым связана трагическая история археолога Юлии Густавовны Гендуне, похороненной напротив на противоположном берегу.
В советское время часть городища использовалась как песочный карьер. «Поверхность частично поросла лесом, нарушена стоянками туристов, прибрежная часть разрушается рекой».